# 齊薩斯

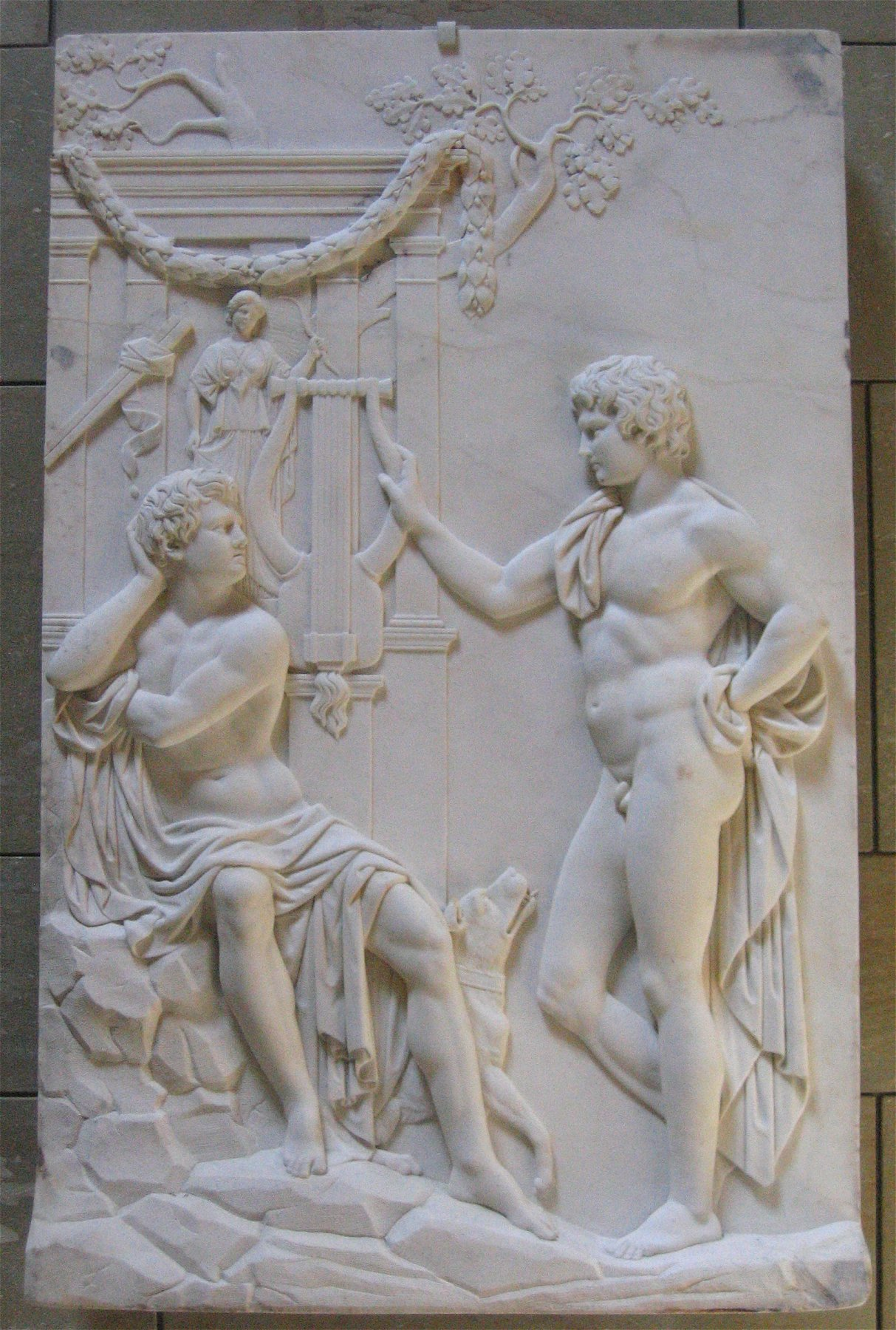
安菲翁和齊薩斯

齊薩斯（Zēthos）是希臘神話的人物，和雙胞胎兄弟安菲翁共同創建了底比斯。

## 神話
齊薩斯是宙斯和安蒂歐碧之子，在出生後被丟棄在山上，成長後，成為獵人。根據神話，他和雙胞胎兄弟安菲翁共同創建了底比斯。迎娶底比為妻，據說此為底比斯之名的由來。他因為失去了唯一的兒子而自殺。

## 脚注
1. ↑  Roman, L., & Roman, M. (2010). Encyclopedia of Greek and Roman mythology.載於Google圖書
2. ↑  Tripp, Edward. Crowell's Handbook of Classical Mythology. New York: Thomas Crowell Company, 1970, p. 44. Original, less elaborate, account in Pausanias, Graeciae Descriptio 6.20.18 （页面存档备份，存于）